# Rosenholm
 Rosenholm  was van 1970 tot 2007 een gemeente in Denemarken. De oppervlakte bedroeg 140,94 km². De voormalige gemeente telde 10.325 inwoners (cijfers 2005) en maakte deel uit van de provincie Århus Amt. Hoofdplaats was Hornslet.
Sinds de herindeling van 2007 maakt Rosenholm deel uit van de gemeente Syddjurs. De naam Rosenholm verwees naar het gehucht en het slot Rosenholm.